# Anolis ernestwilliamsi
Anolis ernestwilliamsi es una especie de iguanios de la familia Dactyloidae.

## Distribución geográfica
Es endémica de Carrot Rock, islote al sur de la isla de Peter, en las islas Vírgenes Británicas.

## Estado de conservación
Se encuentra amenazada por la pérdida de su hábitat natural.